# Одзаки, Хоцуми
Хоцуми Одзаки (яп. 尾崎 秀実 Одзаки Хоцуми, 29 апреля 1901 — 7 ноября 1944) — японский коммунист, журналист, критик и советник премьер-министра Фумимаро Коноэ. Известен как информатор советского разведчика Рихарда Зорге. В результате шпионской деятельности был арестован и казнён за государственную измену.

## Биография
Хоцуми Одзаки родился в семье бывшего сельского самурая (госи) по имени Хоцума Одзаки и Киты Номуры, дочери мелкого самурая. Хоцума Одзаки происходил из посёлка Сиракава уезда Камо префектуры Гифу, однако ко времени рождения Хоцуми, второго ребёнка, семья жила в токийском районе Сиба (в настоящее время Минато). Почти сразу после его рождения семья переехала на Тайвань, так что он вырос в Тайбэе. Вернувшись в Японию, Одзаки в 1922 году поступил на юридический факультет Токийского императорского университета. Во время обучения молодой японец заинтересовался идеями марксизма и социализма, однако был в то время весьма умеренным их сторонником. В марте 1925 года Одзаки закончил обучение в университете по специальности «политология». Годом раньше он держал экзамены на вступление в высшую государственную службу, однако провалил их, и после выпуска из университета решил не ждать новых экзаменов, а вместо этого стать журналистом.
В мае 1926 года Одзаки стал корреспондентом токийского отделения газеты «Асахи симбун», а годом позже, в октябре 1927 года, по его личной просьбе он был переведён в осакское отделение. В том же году он женился на Эйко Хиросэ, бывшей жене своего старшего брата, с которой тот развёлся. На протяжении 1926—1928 годов взгляды Одзаки становились всё более левыми, на что особенно повлиял инцидент 15 марта 1928 года, когда более тысячи людей, предположительно имевших связи с компартией Японии, были арестованы полицией. Самому Одзаки удалось избежать политического давления на левых, поскольку в ноябре того же года его направили в Шанхай как специального корреспондента. Во время своего трёхгодичного пребывания в Шанхае Одзаки познакомился с американской журналисткой Агнес Смедли, известной своими коммунистическими взглядами, и Рихардом Зорге, который в то время работал под прикрытием в качестве журналиста немецкого журнала «Soziologische Magazin». Зорге и Одзаки обнаружили сходство взглядов и быстро подружились. В 1932 году Одзаки вернулся в Японию, где нарастали крайне правые и фашистские настроения: спустя два года они побудили Одзаки восстановить контакты с Зорге и принять его предложение о сотрудничестве с Коминтерном (фактически — шпионаже в пользу СССР). После этого японец проработал с Зорге 8 лет, став наиболее ценным помощником в его разведывательной деятельности.
В 1937 году Одзаки был приглашён в «Сёва Кэнкюкай» (яп. 昭和研究会 Сё:ва кэнкю:кай, «исследовательское общество Сёва») — большую группу интеллектуалов, созданную вокруг премьер-министра Коноэ в качестве «фабрики мыслей», ориентирующейся в политической сфере. «Сёва Кэнкюкай» придерживалась позиции объединения азиатских наций под японским главенством, что на практике вылилось в японский колониализм. Будучи убежденным марксистом, Одзаки, тем не менее, поддерживал политику колониализма, заявляя, что Япония неизбежно должна занять главенствующую позицию среди других азиатских стран, что объясняется экономическими причинами.
В 1938 году Одзаки вошёл в число особо доверенных членов сообщества, так называемый «Завтраковый кружок» (яп. 朝飯会 Асамэси кай), с которым Коноэ еженедельно обсуждал текущие вопросы. Близость к высшим правительственным кругам позволяла Одзаки передавать Рихарду Зорге важную информацию относительно планов японского правительства о вступлении во Вторую мировую войну, делая его наиболее ценным информатором для Зорге. В частности, благодаря Одзаки в сентябре 1941 года советской разведке стало известно, что Япония не нападёт на СССР, пока немцы не захватят Москву; вместо этого Япония планировала начать войну с Великобританией и США.
15 октября 1941 года Одзаки был арестован по делу Зорге. Суд признал, что благодаря близости к правительственному аппарату Одзаки имел возможность копировать секретные документы и передавать информацию третьим лицам. Его обвинили в нарушении закона о государственной безопасности (яп. 国防保安法 Кокубо: хоан хо:) и закона об охране общественного спокойствия (яп. 治安維持法 Тиан идзи хо:). Находясь в тюрьме, Одзаки писал письма жене и дочери, позже опубликованные в виде книги под названием «Любовь подобна дождю из звёзд» (яп. 愛情はふる星のごとく Айдзё: ва фуру хоси но готоку). 7 ноября 1944 года Одзаки был повешен в токийской тюрьме Сугамо за несколько часов до Зорге, став единственным японцем, казнённым за измену во время войны. Его тело было передано жене.
В 1960-х годах правительство СССР посмертно наградило Одзаки орденом Отечественной войны I степени.

## Хоцуми Одзаки в массовой культуре
- В фильме Акиры Куросавы «Без сожалений о нашей юности» главный герой Рюкити Ногэ основан на личности Хоцуми Одзаки[7].
- В фильме Масахиро Синода — Шпион Зорге. Является одним из главных героев.
- В пьесе Дзюндзи Киноситы «Японец по имени Отто» (яп. オットーと呼ばれる日本人 Отто: то ёбарэру нихондзин) Одзаки является главным героем.